# Team Notebooksbilliger.de
Das Team Notebooksbilliger.de war ein deutsches Straßenradsportteam.
Das vom Online-Versandhändler für Notebooks Notebooksbilliger.de gesponserte Team wurde 2006 gegründet und besaß seitdem eine UCI-Lizenz als Continental Team. Managerin des Team Notebooksbilliger.de war Sonja Rajsp, die von den sportlichen Leitern Maik Saewert und Andreas Koch unterstützt wurde. Die Mannschaft wurde mit Fahrrädern der Marke Focus ausgestattet und konnte einige Erfolge verbuchen. Jedoch entschloss sich, aufgrund jüngster Ereignisse im Radsport, der Sponsor den Vertrag mit dem Radteam auslaufen zu lassen. Dieser Entschluss wurde getroffen, da es erklärtes Ziel war, jungen Sportlern ein Sprungbrett in ein großes Profiteam zu bieten. Allerdings ist es momentan aus der Sicht des Sponsors nicht erstrebenswert, Karriere in diesem Umfeld zu fördern. Da kein neuer Sponsor gefunden wurde, wurde das Team aufgelöst.

## Saison 2007

### Erfolge in den Continental Circuits
| Datum     | Rennen                                  | Fahrer          |
| --------- | --------------------------------------- | --------------- |
| 30. April | 3. Etappe Tour de la Pharmacie Centrale | Markus Weinberg |
| 02. Mai   | 5. Etappe Tour de la Pharmacie Centrale | Markus Weinberg |
| 22. Juli  | 6. Etappe Way to Pekin                  | Markus Weinberg |
| 23. Juli  | 7. Etappe Way to Pekin                  | Markus Weinberg |

### Mannschaft
| Name               | Geburtstag        | Nationalität | Team 2008                 |
| ------------------ | ----------------- | ------------ | ------------------------- |
| Heinrich Berger    | 22. November 1985 | Deutschland  |                           |
| Christoph Dargatz  | 18. Oktober 1984  | Deutschland  |                           |
| Christian Heinze   | 08. März 1984     | Deutschland  |                           |
| Marco Kiritschenko | 09. April 1982    | Deutschland  | Team Isaac                |
| Christoph Klipp    | 14. Juli 1984     | Deutschland  | LKT Team-Brandenburg      |
| Dennis Kraft       | 11. Dezember 1981 | Deutschland  |                           |
| Fabian Pohl        | 14. Juli 1979     | Deutschland  |                           |
| Timo Scholz        | 30. Juni 1972     | Deutschland  | Team IndonesiaCycling.com |
| Markus Weinberg    | 04. Oktober 1983  | Deutschland  |                           |
| Henrik Wolter      | 13. November 1984 | Deutschland  | Cosmote Kastro            |

## Platzierungen in UCI-Ranglisten
UCI Africa Tour
| Saison | Mannschaftswertung | Fahrerwertung |
| ------ | ------------------ | ------------- |
| 2007   | 10.                |               |